# Turraea wakefieldii
Turraea wakefieldii är en tvåhjärtbladig växtart som beskrevs av Oliver. Turraea wakefieldii ingår i släktet Turraea och familjen Meliaceae. Inga underarter finns listade i Catalogue of Life.